# Bezirksrabbinat Wertheim
Das Bezirksrabbinat Wertheim entstand 1827 in Wertheim in Baden und war eines von 15 Bezirksrabbinaten, die auch als Bezirkssynagogen bezeichnet wurden. Von 1850 bis 1864 befand sich der Sitz des Rabbinats in Tauberbischofsheim. Seit 1886 wurde das Bezirksrabbinat Wertheim von Mosbach aus mitverwaltet.
Die Bezirksrabbinate waren dem Oberrat der Israeliten Badens unmittelbar unterstellt. Vorsteher waren der Bezirksrabbiner und der Bezirksälteste. In Angelegenheiten des Rabbinatsbezirks mussten einmal jährlich alle Ortsältesten gehört werden. Der Bezirksrabbiner führte den Vorsitz.

## Aufgaben
Die Aufgaben umfassten den Vollzug der landesherrlichen Verordnungen, die Verkündigung und den Vollzug der Verordnungen der Oberkirchenbehörde, Beratungen über Schulangelegenheiten, die Verwaltung von Stiftungen und die Verteilung von Almosen. Zur Finanzierung der Bezirksrabbinate wurden Umlagen von den einzelnen jüdischen Gemeinden bezahlt.

## Gemeinden des Rabbinatsbezirks
Die folgenden sechzehn jüdischen Gemeinden gehörten zum Rabbinatsbezirk Wertheim:
- Jüdische Gemeinde Dertingen
- Jüdische Gemeinde Dittigheim
- Jüdische Gemeinde Freudenberg (Baden)
- Jüdische Gemeinde Gissigheim
- Jüdische Gemeinde Grünsfeld
- Jüdische Gemeinde Hardheim
- Jüdische Gemeinde Hochhausen (Tauberbischofsheim)
- Jüdische Gemeinde Impfingen
- Jüdische Gemeinde Königheim
- Jüdische Gemeinde Königshofen (Lauda-Königshofen)
- Jüdische Gemeinde Külsheim
- Jüdische Gemeinde Messelhausen
- Jüdische Gemeinde Tauberbischofsheim
- Jüdische Gemeinde Walldürn
- Jüdische Gemeinde Wenkheim
- Jüdische Gemeinde Wertheim

## Jüdische Friedhöfe im Rabbinatsbezirk
- Jüdischer Friedhof Gissigheim
- Jüdischer Friedhof Hardheim
- Jüdischer Friedhof Hochhausen
- Jüdischer Friedhof Königheim
- Jüdischer Friedhof Külsheim
- Jüdischer Friedhof Tauberbischofsheim
- Jüdischer Friedhof Wenkheim
- Jüdischer Friedhof Wertheim

## Bezirksrabbiner
- Leopold Löwenstein (Bezirksrabbiner in Mosbach von 1886 bis 1923) war auch für das Bezirksrabbinat Wertheim zuständig.
- Jakob Löwenstein (Bezirksrabbiner von 1852 bis zu seinem Tod 1869 in Tauberbischofsheim); während der Zeit als sich der Sitz des Bezirksrabbinats bei der jüdischen Gemeinde Tauberbischofsheim befand.
- Julius Greilsheimer (Bezirksrabbiner in Mosbach ab 1924 bis 1939) war auch für das Bezirksrabbinat Wertheim zuständig. Im Januar 1939 floh Greilsheimer mit seiner Familie vor den Nationalsozialisten in die Niederlande, von wo aus die Familie am 8. Februar 1944 nach Auschwitz deportiert und ermordet wurde.